# Seznam egiptovskih tenisačev
Seznam egiptovskih tenisačev.

## A
- Rana Sherif Ahmed
- Lamis Alhussein Abdel Aziz
- Magy Aziz

## E
- Tamer El-Sawy

## H
- Youssef Hossam

## M
- Karim-Mohamed Maamoun

## S
- Mohamed Safwat
- Sandra Samir
- Ismail El Shafei
- Mayar Sherif

## Z
- Ola Abou Zekry